# Municipio de Wiser
El municipio de Wiser (en inglés: Wiser Township) es un municipio ubicado en el condado de Cass en el estado estadounidense de Dakota del Norte. En el año 2010 tenía una población de 88 habitantes y una densidad poblacional de 1,01 personas por km².

## Geografía
El municipio de Wiser se encuentra ubicado en las coordenadas 47°6′24″N 96°52′58″O / 47.10667, -96.88278. Según la Oficina del Censo de los Estados Unidos, el municipio tiene una superficie total de 87.24 km², de la cual 87,24 km² corresponden a tierra firme y (0 %) 0 km² es agua.

## Demografía
Según el censo de 2010, había 88 personas residiendo en el municipio de Wiser. La densidad de población era de 1,01 hab./km². De los 88 habitantes, el municipio de Wiser estaba compuesto por el 96,59 % blancos y el 3,41 % eran de una mezcla de razas. Del total de la población el 2,27 % eran hispanos o latinos de cualquier raza.